# Wiesław Pieja
Wiesław Pieja (ur. 8 stycznia 1964 w Rzeszowie, zm. 16 maja 2025 w Okocimiu) – polski duchowny rzymskokatolicki, doktor habilitowany teologii, nauczyciel akademicki w Akademii Nauk Stosowanych w Tarnowie oraz proboszcz parafii Trójcy Przenajświętszej w Okocimiu.

## Życiorys
Był synem Wacława i Albiny z domu Stopa. Pochodził z parafii Borek Wielki (obecnie parafia Najświętszej Maryi Panny Częstochowskiej w Sędziszowie Małopolskim). Maturę zdał w 1983 w Technikum Elektryczno-Mechanicznym w Sędziszowie Małopolskim, a następnie wstąpił do Wyższego Seminarium Duchownego w Tarnowie. Po ukończeniu studiów przyjął święcenia kapłańskie z rąk arcybiskupa Jerzego Ablewicza 4 czerwca 1989 w Tarnowie. Jako wikariusz pracował w parafiach: Czermin (1989-1991), Dębica – Miłosierdzia Bożego (1991-1994), Przecław (1994-1997), Bochnia – św. Mikołaja (1997-1999) i Dębica – św. Jadwigi (1999-2007). 19 sierpnia 2007 został mianowany administratorem parafii pw. Trójcy Przenajświętszej w Okocimiu, a od dnia 16 października 2008 pełnił urząd proboszcza tejże parafii.
W 1995 ukończył studia podyplomowe na Katolickim Uniwersytecie Lubelskim Jana Pawła II z zakresu psychoterapii i poradnictwa dla duchowieństwa. W 1998 w Instytucie Teologicznym w Tarnowie uzyskał stopień licencjata kościelnego z teologii. W latach 2001-2003 odbył studia doktoranckie na Wydziale Teologicznym Uniwersytetu Jana Pawła II w Krakowie, które uwieńczył obroną doktoratu 11 czerwca 2011. Od 2009 był nauczycielem akademickim, najpierw w Szkole Wyższej w Brzesku, a następnie w Akademii Nauk Stosowanych w Tarnowie. Prowadził wykłady z zakresu pedagogiki etyki i podstaw filozofii.
Ponadto sprawował następujące urzędy i funkcje: dekanalnego korespondenta radia RDN, moderatora Dzieła Powołań w okręgu bocheńskim, prezesa zarządu Poradni Specjalistycznej i Telefon Zaufania "Arka" w Bochni i Dębicy, wicenotariusza dekanatu Dębica-Wschód, moderatora Diecezjalnego Dzieła Powołań w okręgu dębickim, dekanalnego duszpasterza Liturgicznej Służby Ołtarza w dekanacie Dębica-Wschód, stałego katechety-prefekta w Liceum Ogólnokształcącym w Dębicy, dekanalnego duszpasterza nauczycieli i wychowawców w dekanacie Dębica-Wschód, dekanalnego duszpasterza Apostolstwa Trzeźwości w dekanacie Brzesko, dekanalnego wizytatora nauki religii w dekanacie Brzesko, dekanalnego duszpasterza nauczycieli i wychowawców w dekanacie Brzesko oraz członka Diecezjalnego Zespołu Duszpasterstwa Rolników.